# Matthias Gehler
Matthias Gehler (* 4. August 1954 in Crimmitschau) ist ein deutscher Journalist. Er war Regierungssprecher im Kabinett de Maizière, der letzten DDR-Regierung unter Lothar de Maizière. Im Jahr 1992 wurde er Programmchef von MDR Thüringen (ehemals MDR 1 Radio Thüringen).

## Leben
Matthias Gehler wuchs mit zwei jüngeren Geschwistern in einem nach seinen Angaben sehr gläubigen und liberalen Elternhaus auf. Er verweigerte die Mitgliedschaft in der DDR-Jugendorganisation FDJ. Nach Abschluss der Schule erlernte er in einem privaten mittelständischen Unternehmen in Crimmitschau den Beruf als Elektriker für Anlagentechnik.
Gehler studierte von 1975 bis 1980 Theologie an der Theologischen Hochschule Friedensau der Freikirche der Siebenten-Tags-Adventisten. Ab 1984 studierte er Psychologie und Kommunikation an der University of Exeter (Großbritannien). Er war Pfarrer, bis er aufgrund seiner Ehescheidung 1987 aus dem kirchlichen Dienst schied. Anschließend war er – zunächst als technischer Redakteur – im Zeitungsverlag Neue Zeit tätig. Zudem trat Gehler als freischaffender Liedermacher auf und gab pro Jahr etwa 50 Konzerte.
1990 holte ihn Lothar de Maizière als Staatssekretär und Regierungssprecher in das Kabinett der ersten frei gewählten DDR-Regierung. Seine Stellvertreterin war Angela Merkel. Nach der Wiedervereinigung beriet er das Bundespresseamt. 1991 gehörte er zum Beraterstab des Rundfunkbeauftragten für die neuen Bundesländer und war maßgeblich an der Neuordnung des öffentlich-rechtlichen Rundfunks in den neuen Ländern beteiligt.
Seit November 1991 bis zu seinem Ruhestand arbeitete Matthias Gehler beim Mitteldeutschen Rundfunk. Er war Chefredakteur der Radio-, Fernseh- und Online-Programme des MDR in Thüringen. Gehler hat in verschiedenen Fachgebieten veröffentlicht und Lehraufträge übernommen, so an der Universität Erfurt. Matthias Gehler ist verheiratet und hat drei Kinder.

## Veröffentlichungen
- Wenn Gedanken Flügel hätten – Lebenslieder, WILD media, 2014, ISBN 978-3-9816684-0-7 (Buch und CD, mit einem Vorwort von Angela Merkel)[7]
- »Wollen Sie die Einheit – oder nicht?« Erinnerungen des Regierungssprechers, Verlag Edition Ost, Berlin 2024, ISBN 978-3-360-02816-7.

## Varia
- Matthias Gehler veröffentlichte 2015 in der 2. Auflage seiner CD „Wenn Gedanken Flügel hätten“ den Bonus-Titel „Crimmitschau“, mit dem er seine Geburtsstadt poetisch würdigt.[8]